# Игла Губера
Игла Губера (англ. Huber-point needle) — медицинский инструмент, представляющий собой полую иглу отличающуюся особая заточкой среза и формой острия. Кончик иглы несколько изогнут относительно её стержня так, что плоскость среза и просвет иглы практически параллельны друг другу.
Игла была изобретена американским стоматологом Ральфом Губером (англ. Ralph Lee Huber) (1889—1953) в 1943 году. Патент на изобретение был получен 14 марта 1946 года. Автор описывал её как «нережущую» полую иглу с длинным срезом и использовал для того, уменьшить боль и травму при введении местной анестезии во время стоматологических процедур, а также в дальнейшем — при пункциях вен..
Игла Губера — не единственное его изобретение. Он также усовершенствовал систему для донорства крови, используя метод стерильного вакуумного хранения, создал стетоскоп, позволяющим беременным выслушивать биение сердца плода. Были у него и немедицинские изобретения, такие как система трёхмерной кинематографии.
Игла Губера была использована Эдвардом Туохи (1908—1959) для разработки инструмента, известного сейчас как используемая для эпидуральных пункций игла Туохи.

При этом в истории медицины существуют разные варианты объяснения произошедшему. По одной из версий Эдвард Туохи использовал иглу Губера для спинального катетера, Губер же, хотя и запатентовал своё изобретение, однако не опубликовал никаких данных по его применению. По другой версии Губер во время войны многие из своих изобретений, включая и это (ещё не запатентованное) передал армии США, где Туохи и мог с ним ознакомиться.